# Gallicano
Gallicano és un comune (municipi) de la província de Lucca, a la regió italiana de la Toscana, situat uns 70 km al nord-oest de Florència i uns 25 km al nord-oest de Lucca.
El municipi es troba a la vall del Serchio, al marge dret del riu Serchio.
Gallicano limita amb els següents municipis: Barga, Borgo a Mozzano, Castelnuovo di Garfagnana, Coreglia Antelminelli, Fabbriche di Vallico, Fosciandora, Molazzana i Fabbriche di Vergemoli.

## Llocs d'interès
- La Rocca (Castell) de Trassilico.
- Església de San Giovanni Battista.
- Església de Sant'Andrea.
- Església de San Jacopo Apostolo.